# Historia de una gaviota (y del gato que le enseñó a volar)
Historia de una gaviota (y del gato que le enseñó a volar) es un largometraje de animación. Dirigido por Enzo D'Alò. Está basado en el libro Historia de una gaviota y del gato que le enseñó a volar del escritor chileno Luis Sepúlveda.

## Argumento
La historia trata de que Zorbas un gato tímido que siempre cumple sus promesas. Él y sus amigos deberán cuidar a una gaviota y enseñarle a volar, después de que su madre desapareció. También deberán detener los malignos planes de las ratas de la ciudad.
La película empieza con la presentación de los personajes, primero con un padre poeta y su hija Nina.
De una manera el padre empieza a contar un poema sobre las gaviotas y las ratas. Después pasamos a la presentación de los antagonistas, las ratas. Vemos que están sobre montones de basura mientras cantan. Estos planean deshacerse de los gatos para así formar una gran plaga de ratas. Entonces hacen acto de presencia los gatos (Zorbas y sus amigos), y logran estropear un rato los planes de las ratas. 
Después nos presentan a la gaviota Kengah, quien sus ilusiones de poner su primer huevo se rompen ya que sufre un terrible accidente mientras pesca y es que se ve embarrada de petróleo y se envenena. Ella con pocas fuerzas logra volar hasta la casa de Zorbas a quién le pide ayuda.
Está viendo que se va a desaparecer se encarga su huevo a Zorbas y éste acepta cuidarlo. Éste pide ayuda a sus amigos especialmente a Sabelotodo quién conoce mejor la biblioteca. Éste le comunica que debe empollarlo durante 20 días. Tras ese tiempo, Zorbas accidentalmente rompe el huevo del cual sale la cría.
Estos la acogen y la cuidan como si fuera un gato más llegando a creerse que es un gato. La bautizan llamándola Fifí. Las ratas se enteran de esto y deciden secuestrarla. Los primeros intentos fallaron hasta que su oportunidad cuando Yoyó (el gato más pequeño) se enfada con Fifí en un juego y le cuenta de una manera muy cruel de que ella no es un gato sino un pájaro y que los gatos alimentan pájaros entonces la asusta diciéndole que la crían para comérselo después.
Asustada, huye y es secuestrada y llevada a la cloaca. Yoyó se lo cuenta a Zorbas y los demás deciden ir a buscarla mientras él va a buscarla solo. Éste se encuentra con que las ratas la tienen secuestrada y en un intento de salvarla este falla y es secuestrado también.
En esto los gatos idean un plan basado en el caballo de troya y deciden pero en vez de un caballo, un queso gigantesco. Su plan funcionó y logran derrotar a las ratas y rescataron a Fifí y a Yoyó. Fifí ya se ha hecho mayor y grande y va siendo hora de que aprenda a volar. Zorbas y sus amigos la ayudan a hacerlo por varios métodos pero todos estos son en vano. Zorbas encuentra la forma perfecta. Ella ha de tirarse del campanario y para eso piden ayuda a Nina ya que su padre es el que tiene las llaves. A escondidas salen de su casa y llegan a la parte más alta del campanario. Del que le dan ánimos para que salte y vuele ella y lo logra y se despide de Zorbas y sus amigos para volar libre con las otras gaviotas.

## Reparto
Se desconoce si esta película tuvo doblaje hispanoamericano.
| Personajes        | Actores Originales Italia | Actores de Doblaje España |
| ----------------- | ------------------------- | ------------------------- |
| Afortunada "Fifí" | -                         | Núria Trifol              |
| Zorbas            | Carlo Verdone             | Álex Meseguer             |
| Secretario        | Valerio Ruggeri           | Aleix Estadella           |
| Sabelotodo        | Luca Biagini              | Juan Antonio Bernal       |
| Yoyó              | Gabriele Patriarca        | María Moscardó            |
| Kengah            | Alida Milana              | Núria Mediavilla          |
| Bubulina          | Melba Ruffo di Calabria   | Mercedes Montalà          |
| Rosa              | Paola Tedesco             | María del Pilar Quesada   |
| Coronel           | Paolo Lombardi            | Miguel Ángel Jenner       |
| Nina              | Margherita Birri          | Michelle Jenner           |
| Poeta             | Luis Sepúlveda            | -                         |

### Otros actores
| Personajes | Actores Originales Italia | Actores de Doblaje España                                                           |
| ---------- | ------------------------- | ----------------------------------------------------------------------------------- |
| Portera    | Renata Bisemi             | Marta Martorell                                                                     |
| Igor       | Fabrizio Vídale           | Oriol Rafel                                                                         |
| Gran Ratón | -                         | Jordi Vila                                                                          |
| Ciambel    | Massimo Lodolo            | Alberto Trifol                                                                      |
| Rata 1     | Roberto Stocchi           | Eduardo Itchart                                                                     |
| Rata 2     | Roberto Ciufoli           | Domenech Farell                                                                     |
| Lobos      | -                         | M. Carme Ros Montse Ros Manolita Domínguez Quim Sola Miguel Fernández Jordi Grifell |

## Créditos Técnicos (en España)
- Estudio de Doblaje: Q.T. Lever S.A.
- Director de Doblaje: Alberto Trifol
- Adaptación: Reyes Serrano
- Técnico de Sonido: Joan Vidal
- Supervisión: Joe Lyons

- Datos: Q3210900